# Saint-Cyr-la-Roche
Saint-Cyr-la-Roche ist eine Gemeinde in Frankreich. Sie gehört zur Region Nouvelle-Aquitaine, zum Département Corrèze und zum Arrondissement Brive-la-Gaillarde. Die Bewohner nennen sich Saint-Cyriens.

## Lage
Saint-Cyr-la-Roche grenzt im Norden an Vignols, im Nordosten an Saint-Solve, im Südosten an Objat, im Südwesten an Vars-sur-Roseix und im Nordwesten an Saint-Bonnet-la-Rivière.
Das Flüsschen Ruisseau du Mayne verläuft im Osten des Gemeindegebietes.

## Sehenswürdigkeiten
- Kirche Saint-Cyr-Sainte-Julitte, erbaut im 15. Jahrhundert (Monument historique)
- Kapelle Notre-Dame d’Aubepeyres
- Herrenhaus

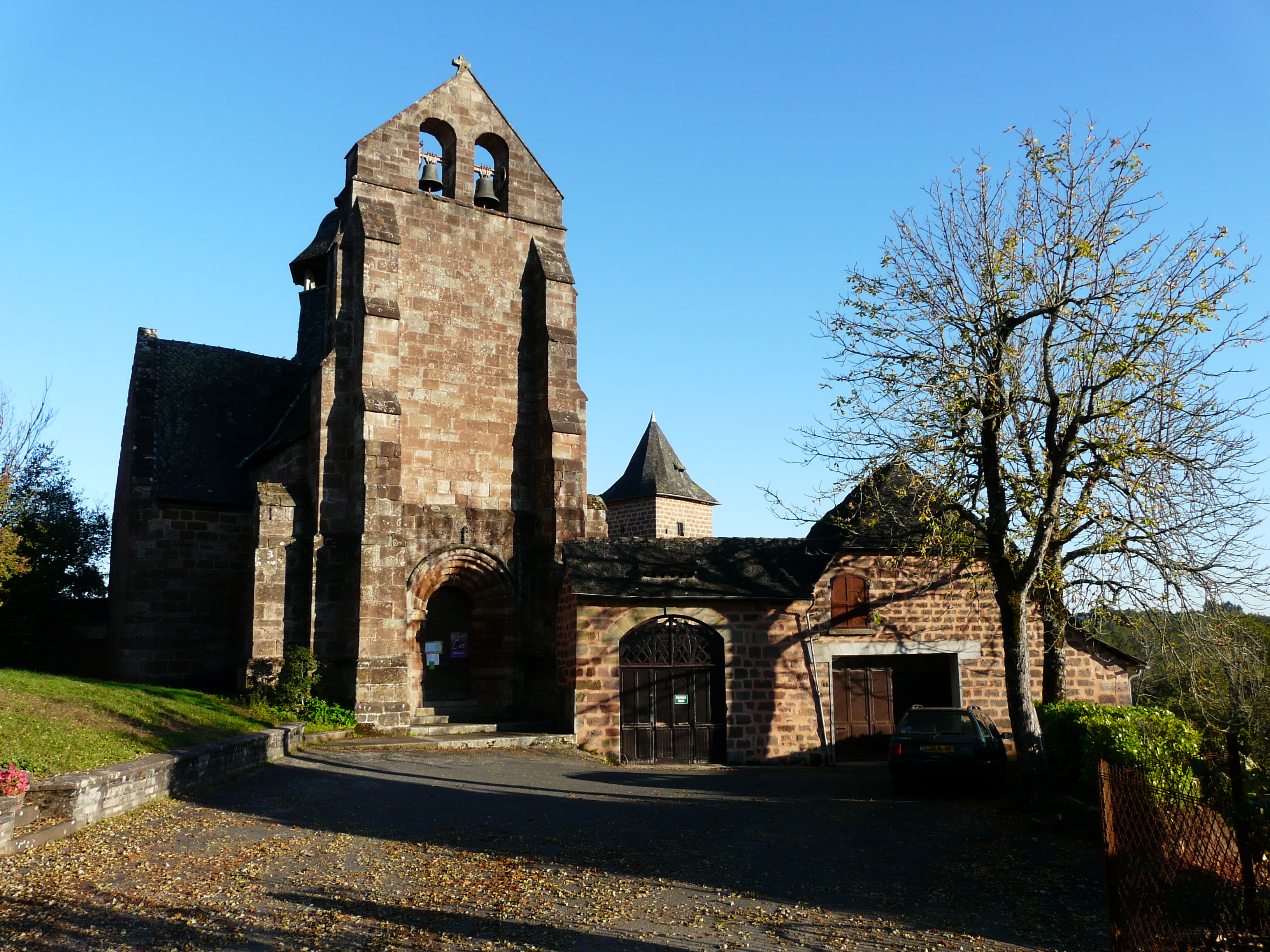
Kirche Saint-Cyr-Sainte-Julitte
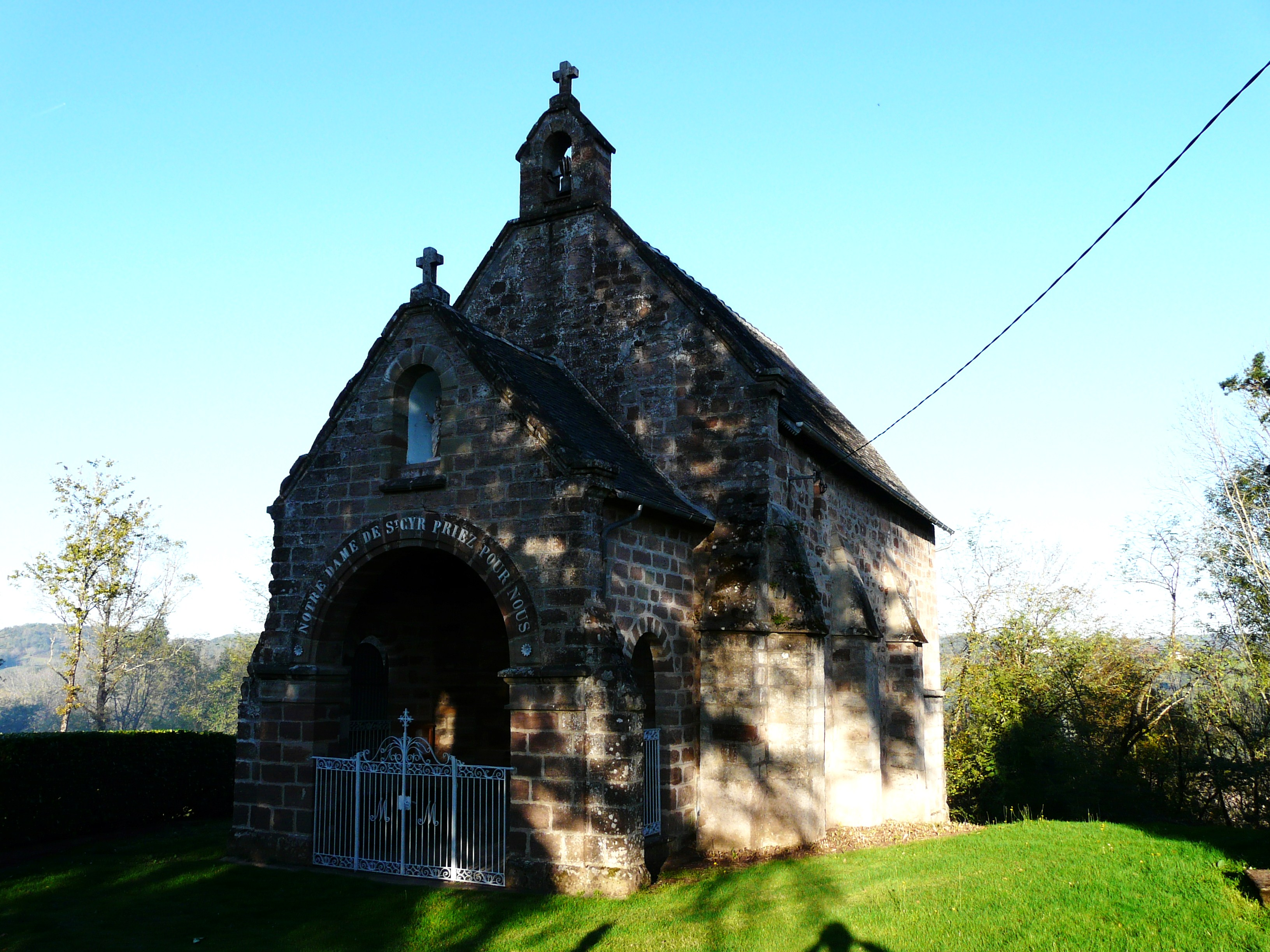
Kapelle Notre-Dame d’Aubepeyres
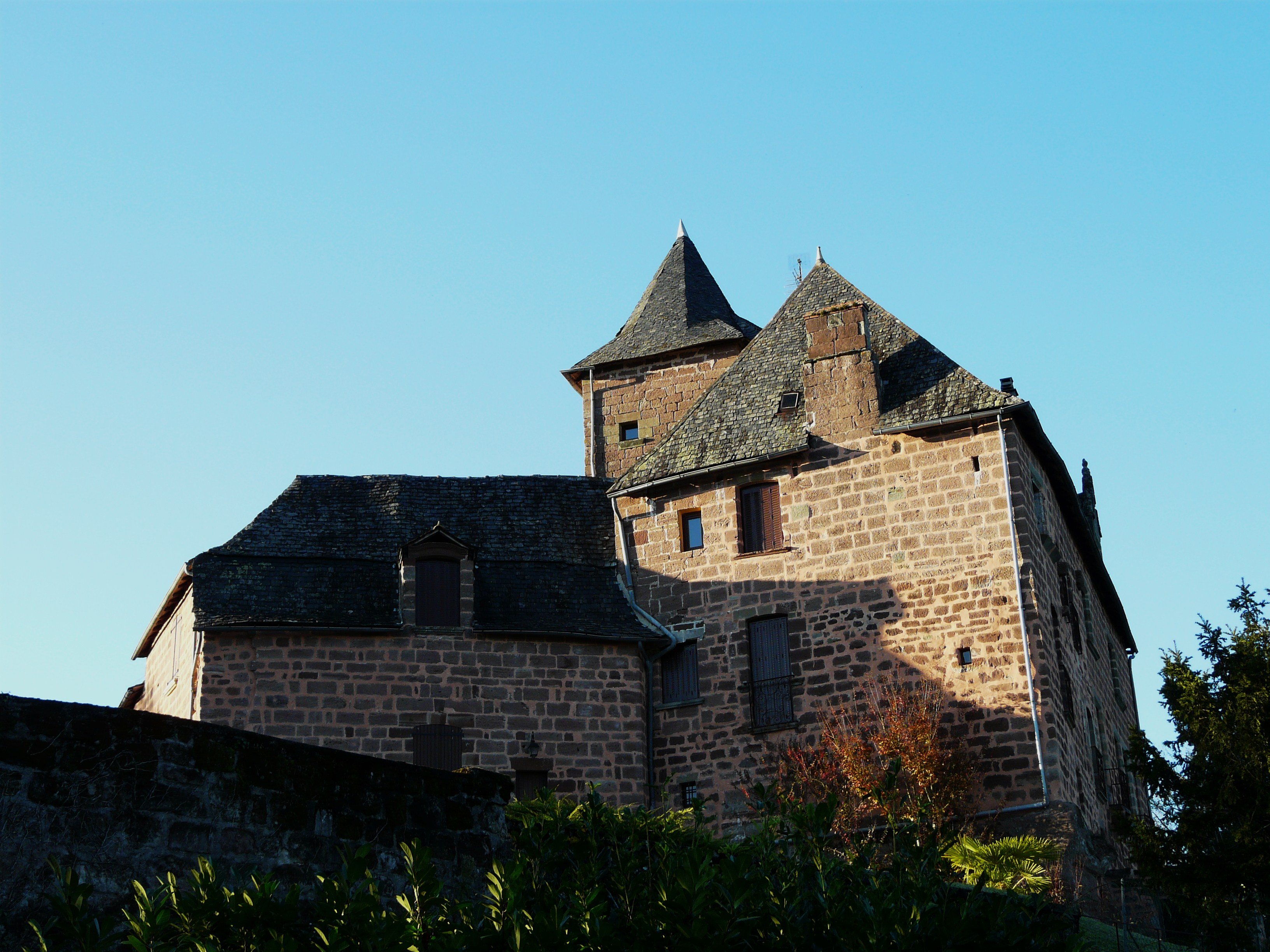
Herrenhaus

## Bevölkerungsentwicklung
| Jahr      | 1962 | 1968 | 1975 | 1982 | 1990 | 1999 | 2008 | 2012 |
| --------- | ---- | ---- | ---- | ---- | ---- | ---- | ---- | ---- |
| Einwohner | 302  | 290  | 296  | 288  | 276  | 326  | 435  | 482  |